# 城壕镇
城壕镇，是中华人民共和国甘肃省庆阳市华池县下辖的一个乡镇级行政单位。
2014年，甘肃省民政厅批复同意撤销城壕乡，设立城壕镇。

## 行政区划
城壕镇下辖以下地区：
定汉社区、城壕村、香山塬村、余家砭村、火连湾村、中塬村、牛家塬村、定汉村、张川村、庄科村、太阳村、杨寺岔村、庙湾村和城壕林场。